# Federico Marchetti
Federico Marchetti (Bassano del Grappa, 7 februari 1983) is een Italiaans voetballer die als doelman speelt. Hij verruilde SS Lazio in juli 2018 transfervrij voor Genoa CFC. Marchetti debuteerde in 2009 in het Italiaans voetbalelftal.

## Clubcarrière
Marchetti komt uit de jeugdopleiding van Torino. Die club leende hem uit aan US Pro Vercelli, Crotone, Treviso en opnieuw US Pro Vercelli. In 2005 trok hij naar AS Biellese. Eén jaar later verbond hij zich aan UC AlbinoLeffe. In zijn laatste seizoen werd hij verhuurd aan Cagliari. In 2009 werd Marchetti definitief aangeworven. Na drie jaar Cagliari legde SS Lazio Marchetti vast als opvolger van de naar Galatasaray vertrokken Fernando Muslera.

## Interlandcarrière
Marchetti maakte op 6 juni 2009 zijn debuut in het Italiaans voetbalelftal in een vriendschappelijke interland tegen Noord-Ierland. Hij speelde de volledige wedstrijd en zag zijn ploeg met 3–0 winnen. Op het wereldkampioenschap voetbal 2010 in Zuid-Afrika viel hij in de groepswedstrijd tegen Paraguay tijdens de rust in voor de geblesseerde Gianluigi Buffon. Hij keepte daarna ook de volgende twee wedstrijden, waarin hij viermaal gepasseerd werd. Drie jaar lang werd hij niet opgeroepen voor het Italiaans voetbalelftal, tot hij in juni 2013 de tweede helft van de vriendschappelijke wedstrijd tegen Haïti mocht spelen (2–2). Beide tegendoelpunten vielen toen Marchetti onder de lat stond. Hoewel hij na 2013 geen interlands meer speelde, werd Marchetti op 23 mei 2016 opgenomen in de selectie voor het Europees kampioenschap voetbal 2016 in Frankrijk. Italië werd in de kwartfinale na strafschoppen uitgeschakeld door Duitsland.
| Interlands van Federico Marchetti voor Italië | Interlands van Federico Marchetti voor Italië | Interlands van Federico Marchetti voor Italië | Interlands van Federico Marchetti voor Italië | Interlands van Federico Marchetti voor Italië | Interlands van Federico Marchetti voor Italië |
| №                                             | Datum                                         | Wedstrijd                                     | Uitslag                                       | Soort wedstrijd                               | Doelpunten                                    |
| Als speler bij Cagliari Calcio                | Als speler bij Cagliari Calcio                | Als speler bij Cagliari Calcio                | Als speler bij Cagliari Calcio                | Als speler bij Cagliari Calcio                | Als speler bij Cagliari Calcio                |
| --------------------------------------------- | --------------------------------------------- | --------------------------------------------- | --------------------------------------------- | --------------------------------------------- | --------------------------------------------- |
| 1.                                            | 6 juni 2009                                   | Italië – Noord-Ierland                        | 3 – 0                                         | Vriendschappelijk                             |                                               |
| 2.                                            | 14 oktober 2009                               | Italië – Cyprus                               | 3 – 2                                         | Kwalificatie WK 2010                          |                                               |
| 3.                                            | 18 november 2009                              | Italië – Zweden                               | 1 – 0                                         | Vriendschappelijk                             |                                               |
| 4.                                            | 3 maart 2010                                  | Kameroen – Italië                             | 0 – 0                                         | Vriendschappelijk                             |                                               |
| 5.                                            | 5 juni 2010                                   | Zwitserland – Italië                          | 1 – 1                                         | Vriendschappelijk                             |                                               |
| 6.                                            | 14 juni 2010                                  | Paraguay – Italië                             | 1 – 1                                         | WK 2010                                       |                                               |
| 7.                                            | 20 juni 2010                                  | Nieuw-Zeeland – Italië                        | 1 – 1                                         | WK 2010                                       |                                               |
| 8.                                            | 24 juni 2010                                  | Slowakije – Italië                            | 3 – 2                                         | WK 2010                                       |                                               |
| Als speler bij SS Lazio                       |                                               |                                               |                                               |                                               |                                               |
| 9.                                            | 11 juni 2013                                  | Haïti – Italië                                | 2 – 2                                         | Vriendschappelijk                             |                                               |
| 10.                                           | 14 augustus 2013                              | Italië – Argentinië                           | 1 – 2                                         | Vriendschappelijk                             |                                               |
| 11.                                           | 15 oktober 2013                               | Italië – Armenië                              | 2 – 2                                         | Kwalificatie WK 2014                          |                                               |

Bijgewerkt op 4 juli 2020.

## Erelijst
| Coppa Italia | 1x | 2012/13 |

| Competitie         | Winnaar | Winnaar | Runner-up | Runner-up | Derde  | Derde  |
| Competitie         | Aantal  | Jaren   | Aantal    | Jaren     | Aantal | Jaren  |
| Italië             | Italië  | Italië  | Italië    | Italië    | Italië | Italië |
| ------------------ | ------- | ------- | --------- | --------- | ------ | ------ |
| Confederations Cup |         |         |           |           | 1x     | 2013   |

1 Leali ·
2 Thorsby ·
3 Martín ·
4 De Winter ·
8 Bohihen ·
9 Vitinha ·
10 Messias ·
11 Pereiro ·
13 Bani ·
14 Vogliacco ·
15 Norton-Cuffy ·
17 Malynovskyj ·
18 Ekuban ·
19 Pinamonti ·
20 Sabelli ·
21 Ekhator ·
22 Vásquez ·
22 Miretti ·
27 Marcandalli ·
30 Ankeye ·
32 Frendrup ·
33 Matturro ·
39 Sommariva ·
45 Balotelli ·
47 Badelj  ·
53 Kasa ·
55 Accornero ·
59 Zanoli ·
69 Ahanor ·
72 Melegoni ·
73 Masini ·
95 Gollini ·
99 Stolz ·
Coach: Vieira
1 Buffon ·
2 Maggio ·
3 Criscito ·
4 Chiellini ·
5 Cannavaro  ·
6 De Rossi ·
7 Pepe ·
8 Gattuso ·
9 Iaquinta ·
10 Di Natale ·
11 Gilardino ·
12 Marchetti ·
13 Bocchetti ·
14 De Sanctis ·
15 Marchisio ·
16 Camoranesi ·
17 Palombo ·
18 Quagliarella ·
19 Zambrotta ·
20 Pazzini ·
21 Pirlo ·
22 Montolivo ·
23 Bonucci ·
Coach: Lippi
1 Buffon  ·
2 Maggio ·
3 Chiellini ·
4 Astori ·
5 De Sciglio ·
6 Candreva ·
7 Aquilani ·
8 Marchisio ·
9 Balotelli ·
10 Giovinco ·
11 Gilardino ·
12 Sirigu ·
13 Marchetti ·
14 El Shaarawy ·
15 Barzagli ·
16 De Rossi ·
17 Cerci ·
18 Montolivo ·
19 Bonucci ·
20 Abate ·
21 Pirlo ·
22 Giaccherini ·
23 Diamanti ·
Coach: Prandelli
1 Buffon  ·
2 De Sciglio ·
3 Chiellini ·
4 Darmian ·
5 Ogbonna ·
6 Candreva ·
7 Zaza ·
8 Florenzi ·
9 Pellè ·
10 Motta ·
11 Immobile ·
12 Sirigu ·
13 Marchetti ·
14 Sturaro ·
15 Barzagli ·
16 De Rossi ·
17 Éder ·
18 Parolo ·
19 Bonucci ·
20 Insigne ·
21 Bernardeschi ·
22 El Shaarawy ·
23 Giaccherini ·
Coach: Conte